# Прохоров Олександр Валерійович (шахіст)
Олекса́ндр Вале́рійович Про́хоров (нар. 14 серпня 1983) — український шахіст і організатор, майстер спорту України, міжнародний арбітр із шахів (2015).
Викладач Львівського державного університету фізичної культури ім. Івана Боберського.
Кандидат на посаду президента ФШУ на виборах голови федерації 2019 року.
Член Технічної комісії ФІДЕ, секретар IPCA. Лектор міжнародних шахових семінарів для організаторів (2020).
Організатор і головний суддя багатьох змагань. Судив турніри із шахів у понад 30 країнах світу. Головний суддя чемпіонату України серед жінок 2014 року, чемпіонатів України зі швидких і блискавичних шахів 2015 року.
Одружений. Дружина — арбітр ФІДЕ та шахова фотограф Лана Афандієва.